# Fiber Distributed Data Interface
O padrão FDDI (Fiber Distributed Data Interface) foi estabelecido pelo ANSI (American National Standards Institute) em 1987. Este abrange o nível físico e de ligação de dados (as primeiras duas camadas do modelo OSI).
A expansão de redes  do tipo MAN (Metropolitan Area Network), são algumas das possibilidades do FDDI, tal como pode servir de base à interligação de redes locais, como nas redes de um campus universitário.
As redes FDDI adotam uma tecnologia de transmissão idêntica às das redes Token Ring, mas utilizando, vulgarmente, cabos de fibra óptica, o que lhes concede capacidades de transmissão muito elevadas (em escala até de Gigabits por segundo) e a oportunidade de se alargarem a distâncias de até 200 km, conectando até 1000 estações de trabalho.  Estas particularidades tornam esse padrão bastante indicado para a interligação de redes através de um backbone – nesse caso, o backbone deste tipo de redes é justamente o cabo de fibra óptica duplo, com configuração em anel FDDI, ao qual se ligam as sub-redes. FDDI utiliza uma arquitetura em anel duplo.
Nos anos 90 o FDDI foi extinto pela Ethernet comutada, padrão que se tornou dominante para redes LAN e MAN.
Existe uma implementação chamada CDDI semelhante à FDDI mas as distâncias cobertas são muito menores que FDDI. Uma rede CDDI conecta computadores em distâncias que não ultrapassam 50 metros. A IBM oferece uma versão STP para FDDI.[3]
Qualquer nó FDDI (estação ou concentrador) pode estar ligado a um ou ambos os anéis. Temos por isso os seguintes tipos de nó:
```
           º SAS – Single Attachment Station
```

```
           º DAS – Dual Attachment Station
```

```
           º SAC – Single Attachment Concentrator
```

```
           º DAC – Dual Attachment Concentrator
```